# Санта-Моника (Парана)
Санта-Моника (порт. Santa Mônica) — муниципалитет в Бразилии, входит в штат Парана. Составная часть мезорегиона Северо-запад штата Парана. Входит в экономико-статистический микрорегион Паранаваи. Население составляет 3199 человек на 2006 год. Занимает площадь 259,956 км². Плотность населения — 12,3 чел./км².

## Статистика
- Валовой внутренний продукт на 2003 год составляет 29 732 998,00 реалов (данные: Бразильский институт географии и статистики).
- Валовой внутренний продукт на душу населения на 2003 год составляет 9306,10 реалов (данные: Бразильский институт географии и статистики).
- Индекс развития человеческого потенциала на 2000 год составляет 0,700 (данные: Программа развития ООН).